# Rodney Miranda
Rodney Rocha Miranda  (Brasília, 15 de setembro de 1964) é delegado aposentado da Polícia Federal e político brasileiro, filiado ao Republicanos. É graduado em Administração de Empresas ( desde 1988) e Direito (desde 1993), e pós-graduado em Carreiras Jurídicas pela Escola Superior da Magistratura do Distrito Federal e em Gestão em Segurança Pública pela Academia Nacional de Polícia Federal. Ao final de 2012 foi eleito prefeito de Vila Velha, município do Espírito Santo, com 121.945 votos.
.

## Biografia

### Polícia Federal
Na Polícia Federal do Brasil, foi chefe da Delegacia de Prevenção e Repressão a Entorpecentes da Superintendência Regional em Brasília e trabalhou também na Coordenação de Repressão ao Crime Organizado e de Inquéritos Especiais. Foi membro do Núcleo de Combate à Impunidade do Ministério da Justiça, lotações estas que o levaram a participar de grandes operações Brasil afora, onde foram investigados e presos políticos conhecidos nacionalmente, entre eles os casos Roseana Sarney, Jader Barbalho , Hildebrando Pascoal e Luiz Estevão.

## Carreira política

### Secretário de Segurança Pública e Defesa Social
Foi secretário de Segurança Pública e Defesa Social do Espírito Santo entre 2003 e 2005 e 2007 e 2010 além de secretário de Defesa Social do Estado de Pernambuco e também foi convidado para assumir a segurança comunitária da cidade de Caruaru, no agreste pernambucano. Rodney Miranda foi o responsável pelo início das ações do programa Pacto pela Vida em Pernambuco, em 2006. Inclusive, o pacto pernambucano é o inspirador do programa Estado Presente no Estado do Espírito Santo.
Em 2009, lançou, em parceria com o juiz Carlos Eduardo Ribeiro Lemos e o antropólogo Luiz Eduardo Soares, o livro 'Espírito Santo - Tragédia e Justiça no coração de um estado brasileiro', que resgata com detalhes o histórico de combate ao crime organizado no Estado.

### Deputado estadual
Em 2010, na sua primeira eleição, foi eleito deputado estadual com a maior votação (mais de 69 mil votos). Na Assembleia Legislativa, foi presidente da Comissão de Política sobre Drogas e membro efetivo das Comissões de Justiça e Turismo/Desporto. Rodney Miranda foi autor dos Projetos de Lei da Ficha Limpa estadual, com o objetivo de impedir que pessoas condenadas por qualquer crime ingressem em cargos, empregos e funções públicas, e a Antidopping, cuja finalidade era tornar obrigatória a realização de exame toxicológico pré-admissional e periódico.

### Prefeito de Vila Velha
Em 2012, se candidata na eleição municipal de Vila Velha em 2012, vencendo e renunciando ao mandato de deputado estadual. Na gestão de Rodney Miranda, o município de Vila Velha recebeu no dique de Guaranhuns, a primeira estação de bombeamento da história de Vila Velha. A obra contribui com o atendimento de 60 a 70 mil habitantes. Outra importante realização foi a Guarda Municipal Armada que foi constituída, equipada e treinada e, hoje, atua por toda a cidade. Também tem destaque o Sistema de Atendimento Educacional Disciplinar (Saed), que em dois anos, reduziu em 97% a violência nas escolas do município. O reforço escolar foi implantado nas escolas de ensino fundamental. A marca atual do seu governo são as ações de choque de ordem, que tem o intuito de preservar os patrimônios históricos, de combater a poluição visual, de prevenção à violência e combate à criminalidade no município de Vila Velha.

### Secretário estadual de Segurança Pública de Goiás
Foi secretário estadual da Segurança Pública no estado de Goiás entre janeiro de 2019 e abril de 2022, quando foi sucedido por Renato Brum dos Santos.